# Operandus
Az operandus az informatikában nem más, mint egy kifejezés tagja, amelyen valamiféle módosítást hajtunk végre, vagy felhasználjuk egy másik operandus értékének módosításához.
Pl.: {\displaystyle x=5+8\;} kifejezésben az 5 és a 8 operandus, míg a + jel maga az operátor. A visszatérési értéke (matematikában az eredménye) 13, vagyis x értéke 13 lesz.

## Változatai
Beszélhetünk egyoperandusú és kétoperandusú kifejezésről, az operátortól függően. Létezik háromoperandusú operátor is, a feltételes operátor, melynek használatával igen tömör kifejezéseket írhatunk.

### Egyoperandusú operátor
Ide tartoznak a prefixes és a postfixes operátorok. Ha ilyen kifejezést írunk, akkor csak egy változót kell megadnunk és a melléjük kapcsolódó operátort, ami az adott nyelv által definiált.
| Változatok | Példák                |
| ---------- | --------------------- |
| prefix     | {\displaystyle ++x\ } |
| postfix    | {\displaystyle x++\ } |